# فرد بانكهيد
فرد بانكهيد (بالإنجليزية: Fred Bankhead)‏ هو لاعب كرة قاعدة أمريكي، ولد في 1912، وتوفي في 1972.